# Halsurdinne, Sidlaghatta
Halsurdinne là một làng thuộc tehsil Sidlaghatta, huyện Kolar, bang Karnataka, Ấn Độ.